# Herbarius moguntinus

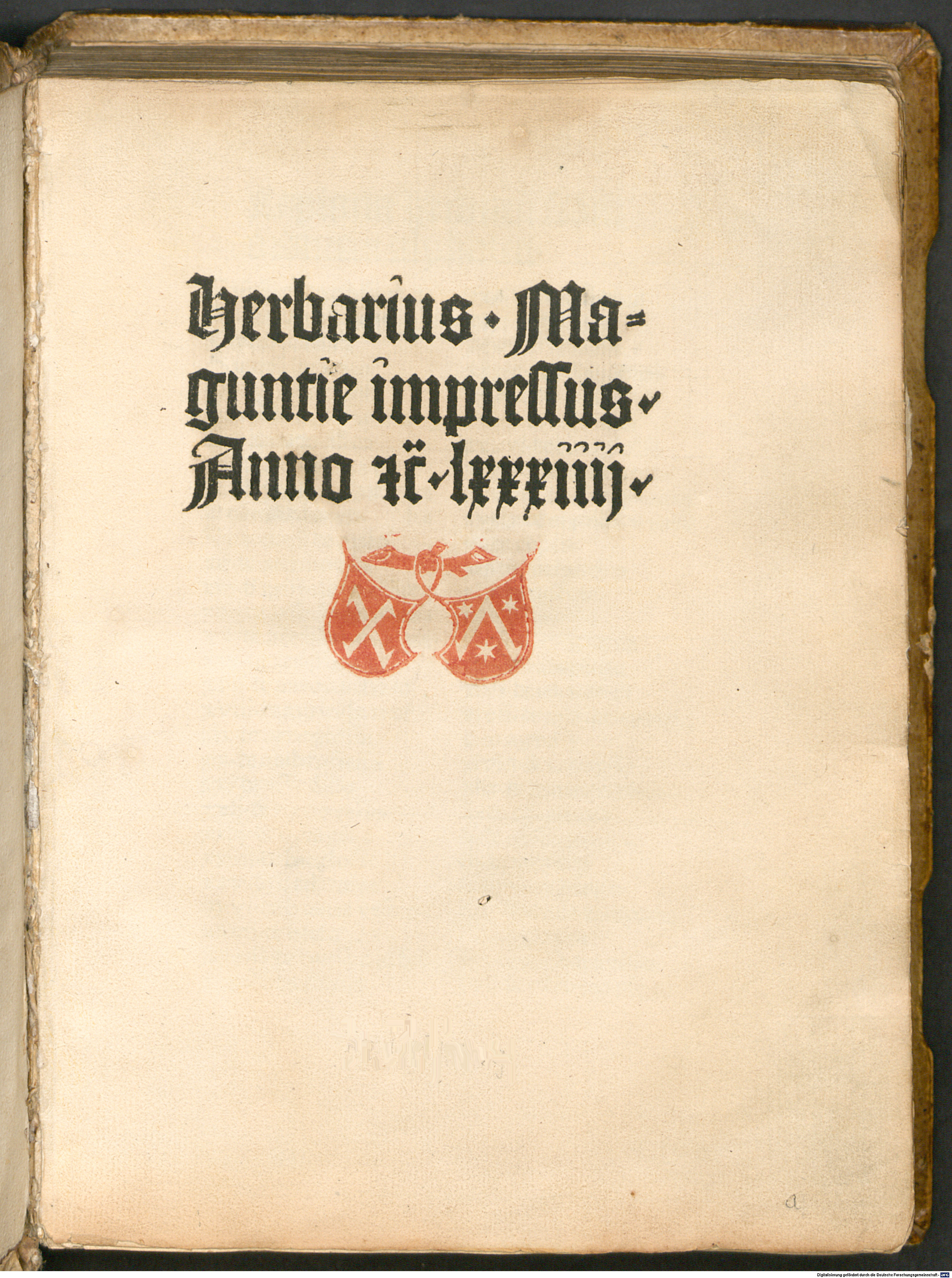
Herbarius moguntinus, 1484. Page de titre

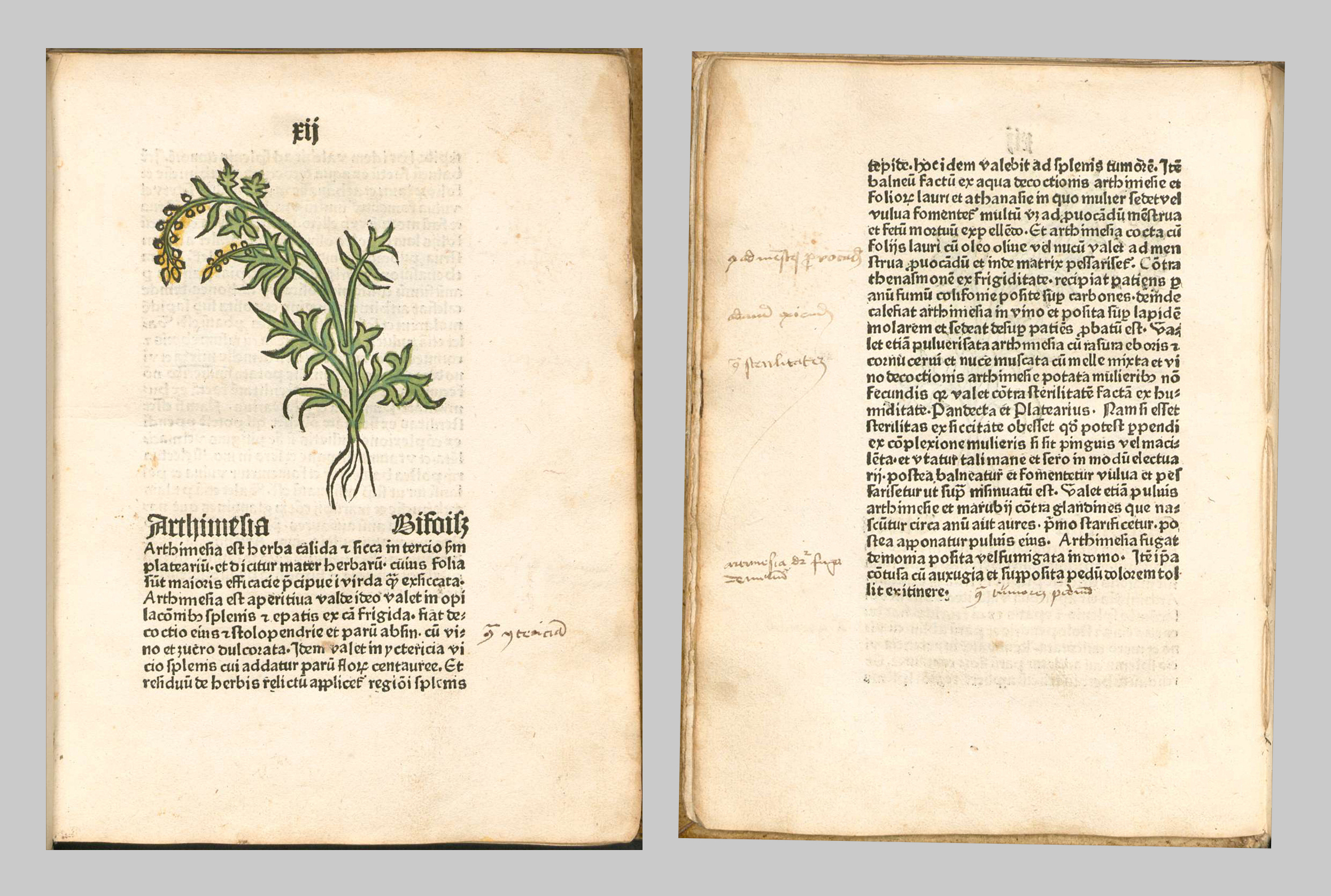
Herbarius moguntinus, 1484, chapitre XII. Artemisia Bifoiſz, recto (à gauche) et verso (à droite).

L'Herbarius moguntinus (Herbier de Mayence), ou (selon la préface) Aggregator practicus de simplicibus (Agrégateur pratiques de simples), est un herbier rédigé en latin, édité et imprimé en 1484  par Peter Schoeffer à Mayence (Moguntia en latin). Avec le Gart der Gesundheit en allemand (Peter Schoeffer, Mayence, 1485) et le Hortus sanitatis (Jacobus Meydenbach, Mayence, 1491), l'Herbarius moguntinus appartient au « groupe des herbiers incunables de Mayence »,,. 

## Auteur
L'auteur du livre n'est pas connu avec certitude. Le livre a été attribué à tort à Arnaldus de Villa Nova à la suite d'une mauvaise interprétation de la page de titre d'une réimpression (Vicence, 1491). Johann Wonnecke von Kaub,  médecin de Francfort, a été proposé comme auteur possible mais non certain.

## Sources et contenu
Comme sources primaires, l'auteur de l’Herbarius moguntinus a utilisé des encyclopédies médiévales bien connues, telles que Liber pandectarum medicinae omnia medicine simplicia continens de Matthaeus Silvaticus (XIVe siècle) et Speculum naturale de Vincent de Beauvais (XIIIe siècle),,
La première partie du livre se compose de 150 chapitres, dans lesquels sont décrites les plantes médicinales qui poussent à l'état sauvage ou qui sont cultivées  au  Nord des Alpes. Chaque chapitre de la première partie est illustré par une gravure sur bois de caractère symbolique. La deuxième partie présente, sous une forme abrégée, 96 autres plantes médicinales d'origine indigène et étrangère . Cette deuxième partie n'est pas illustrée,.

## Exemples de gravures sur bois

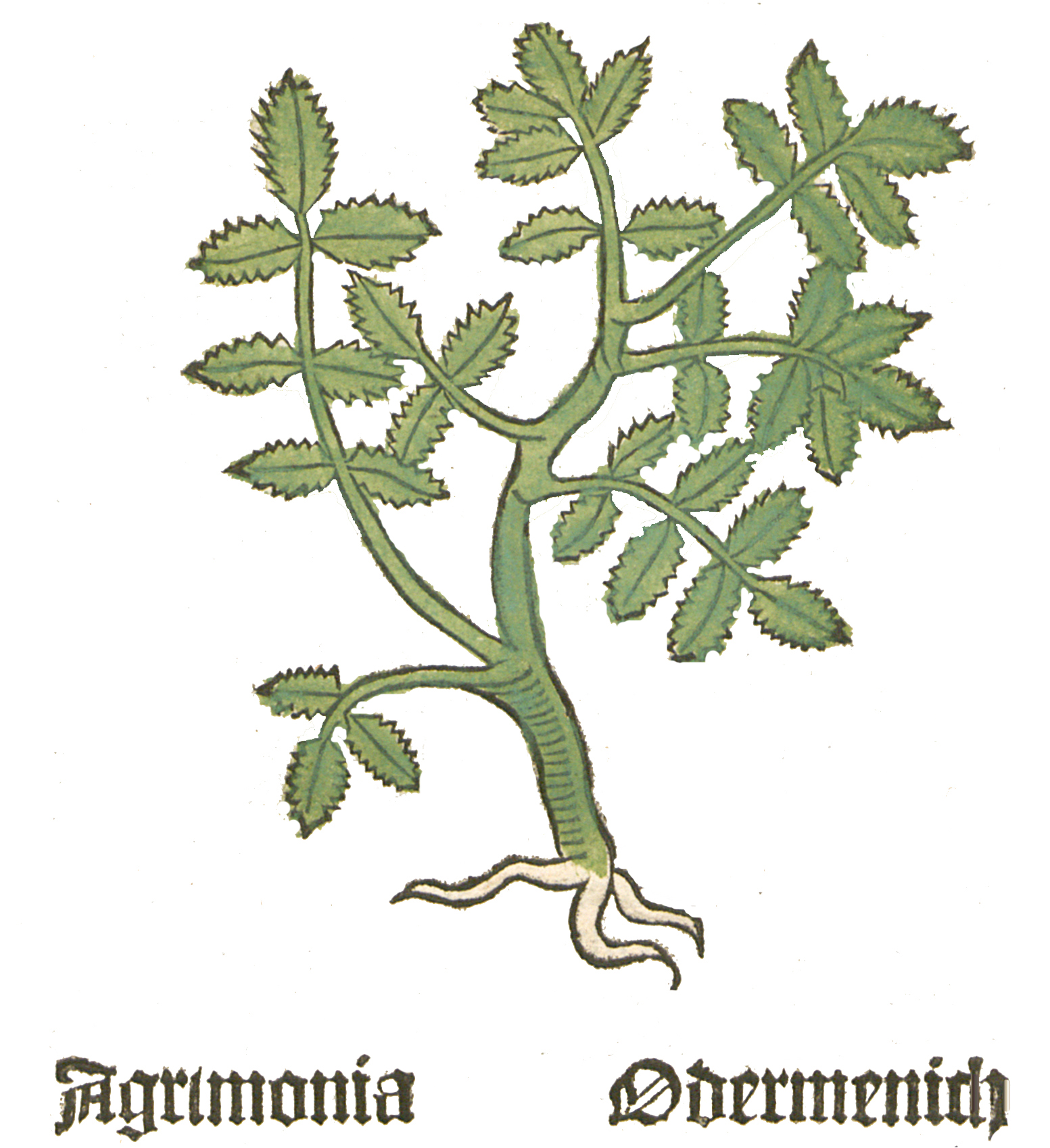
Part. I, chap. 6 Agrimonia eupatoria
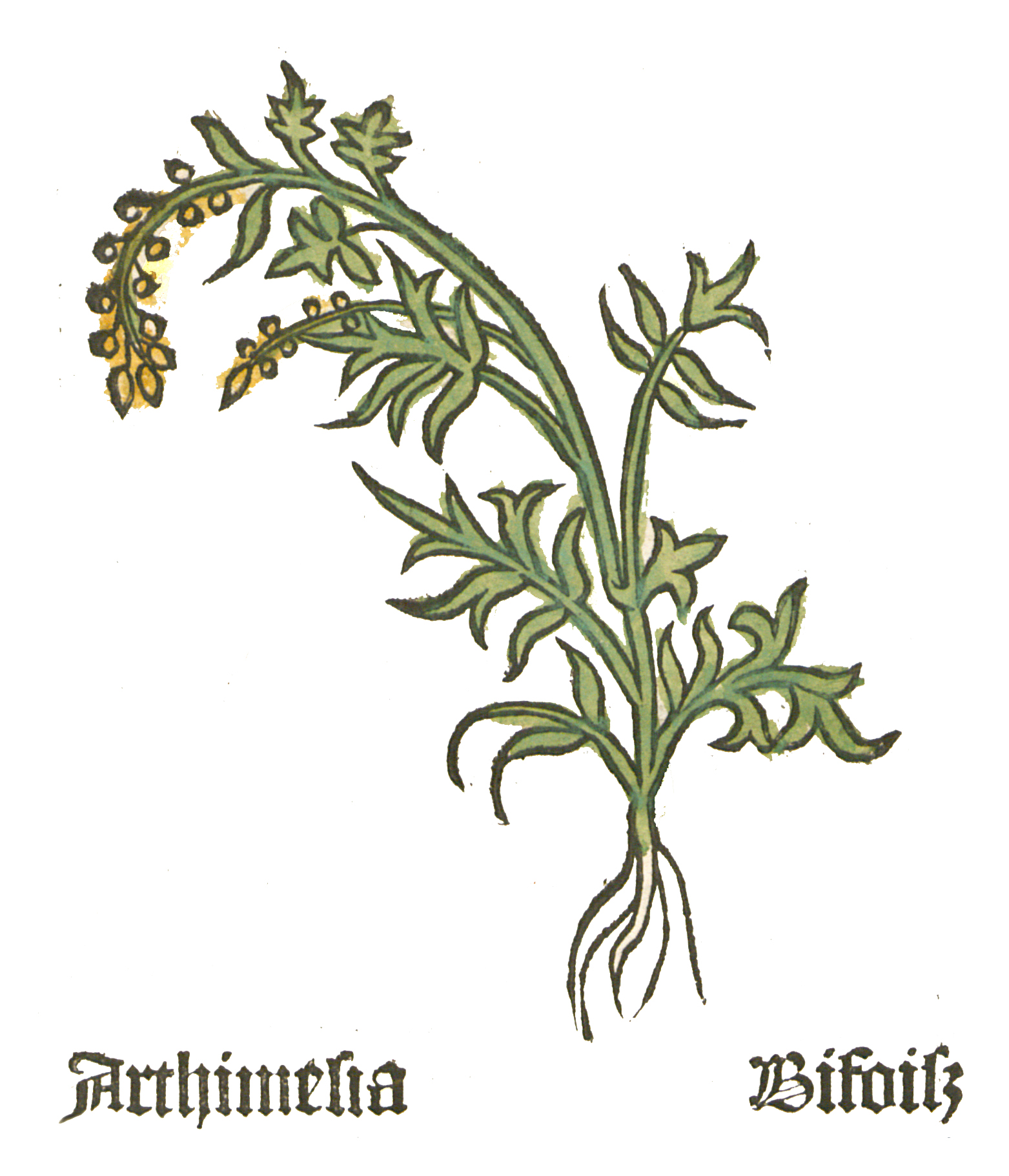
Part. I, chap. 12 Artemisia vulgaris
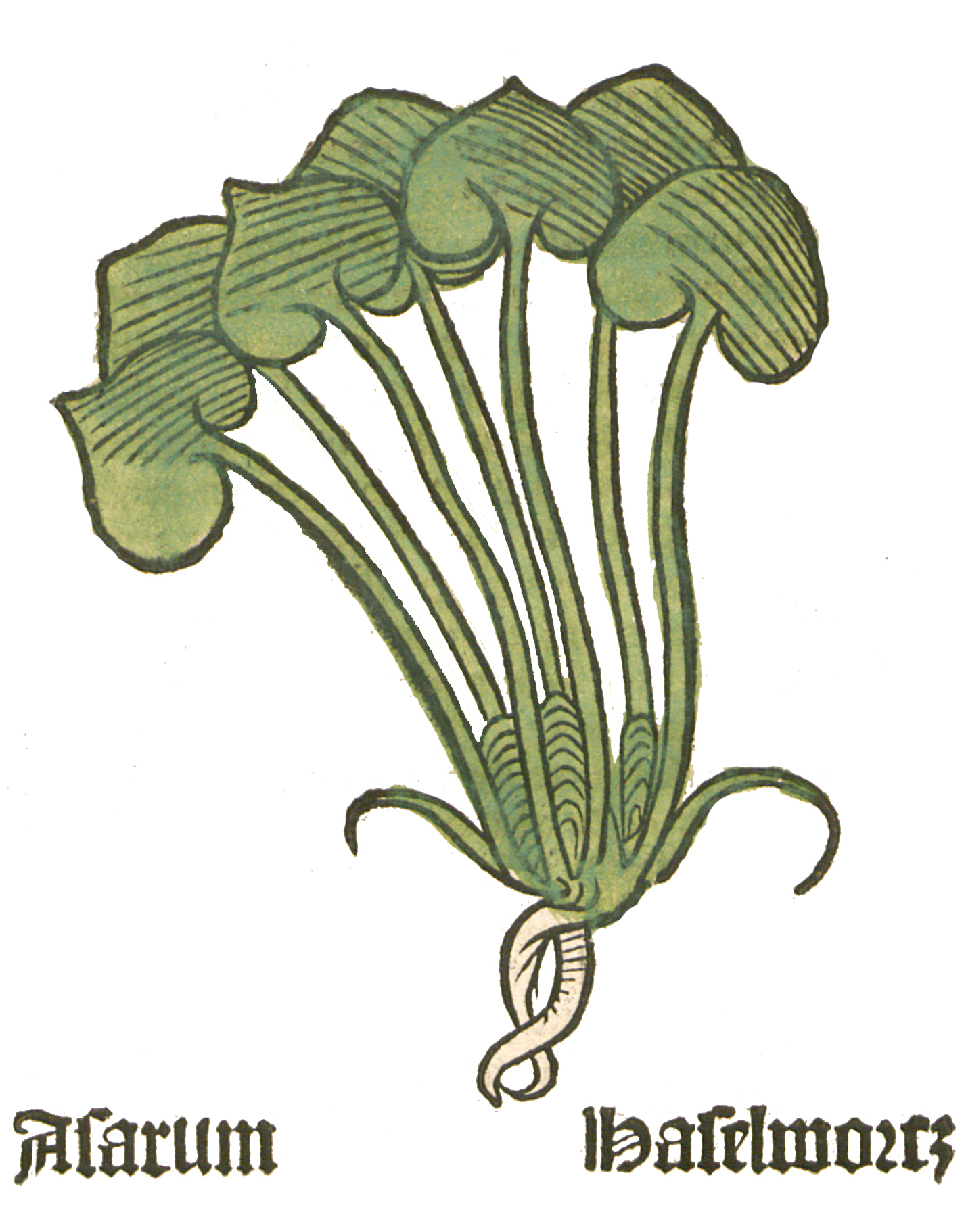
Part. I, chap. 15... Asarum europaeum
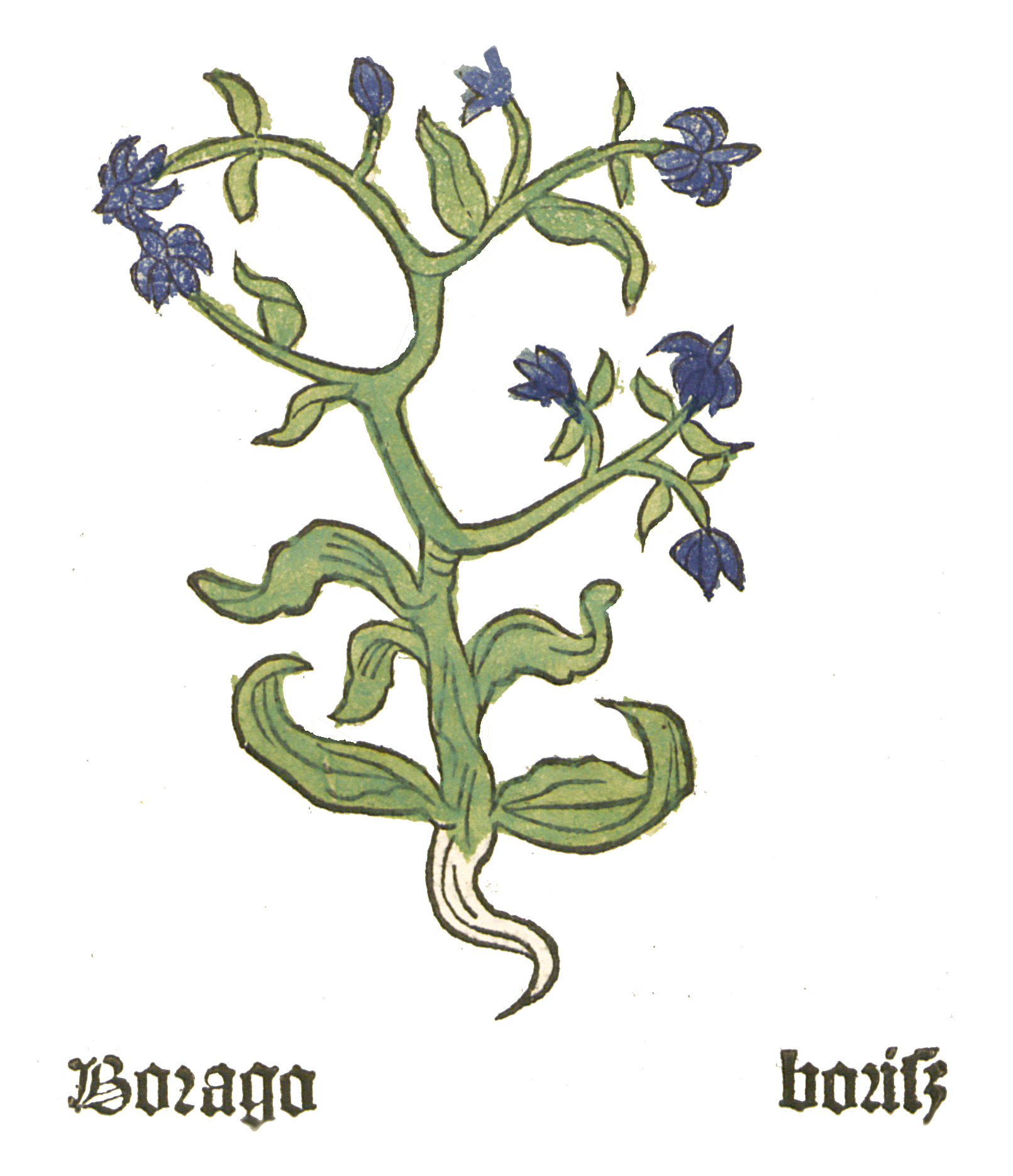
Part. I, chap. 23... Borago officinalis
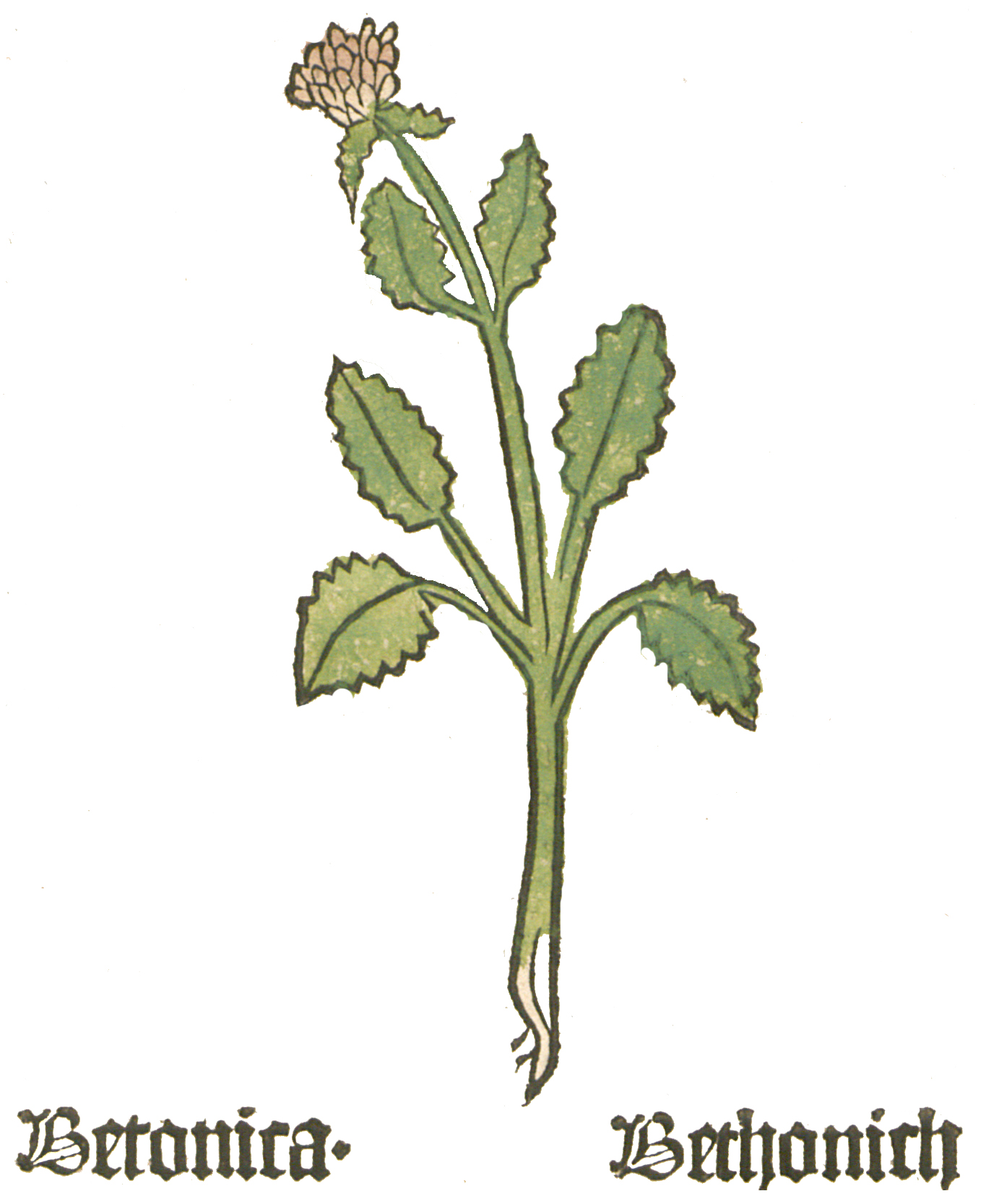
Part. I, chap. 25 Betonica officinalis
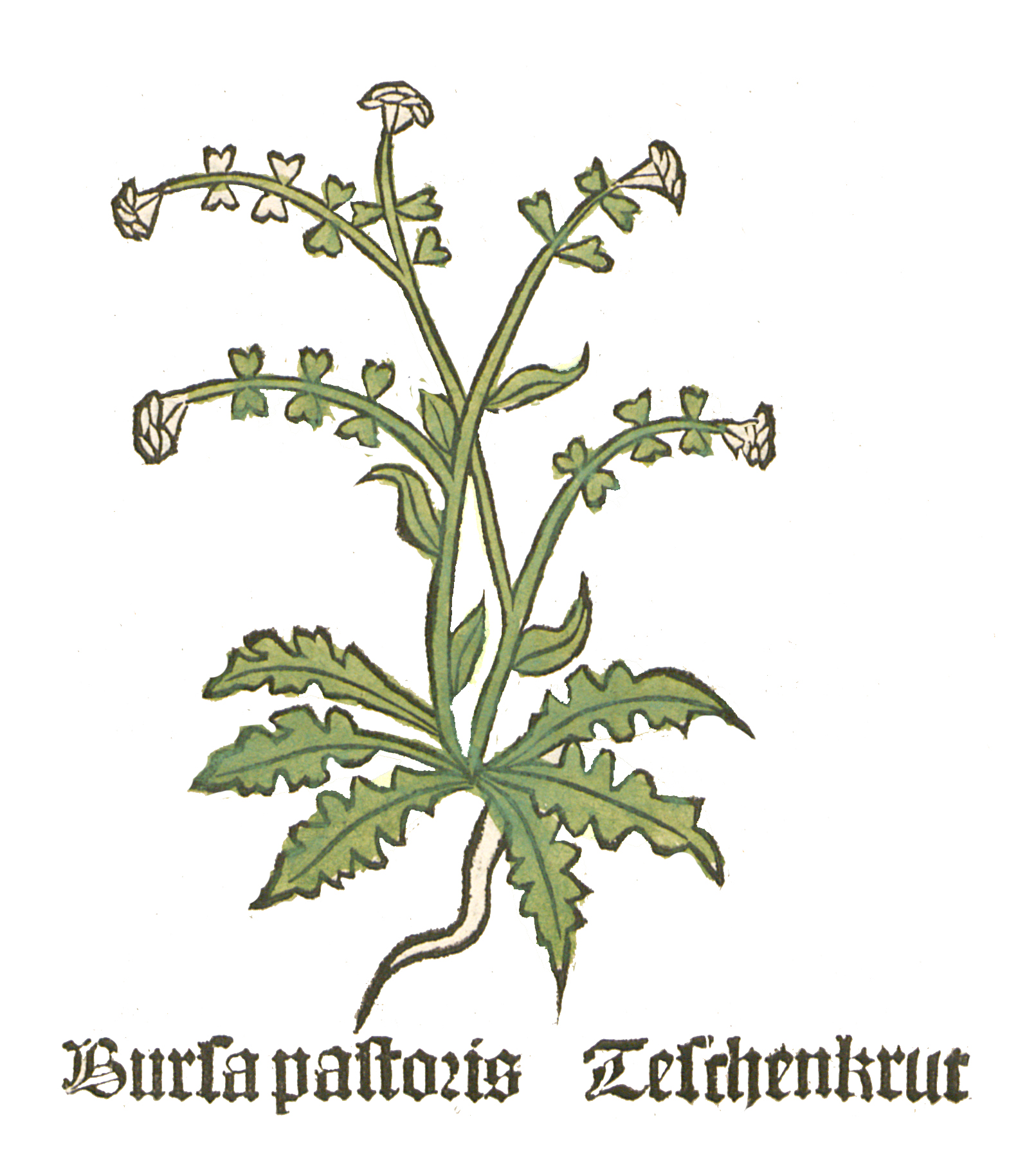
Part. I, chap. 28 Capsella bursa-pastoris
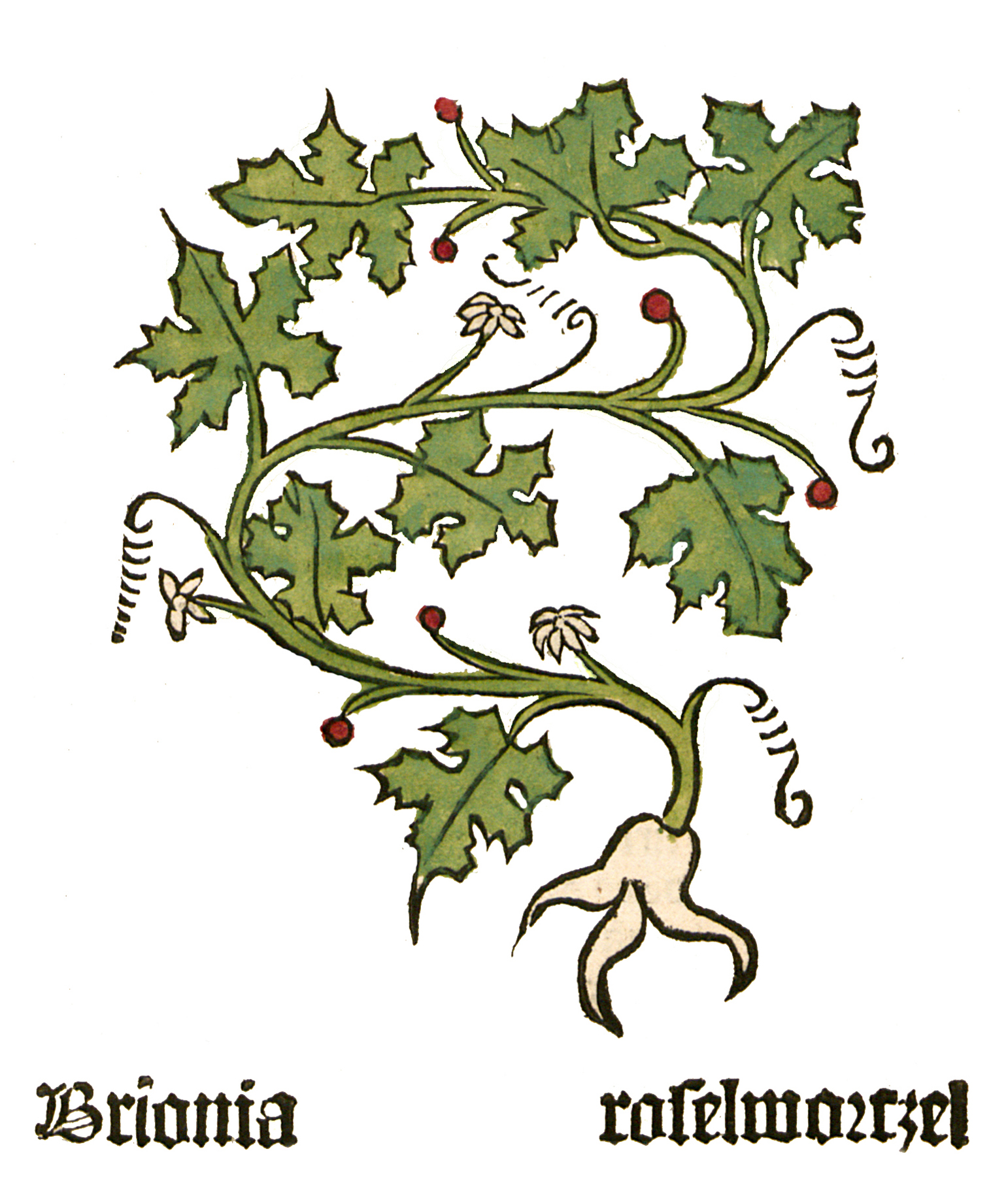
Part. I, chap. 31... Bryonia dioica
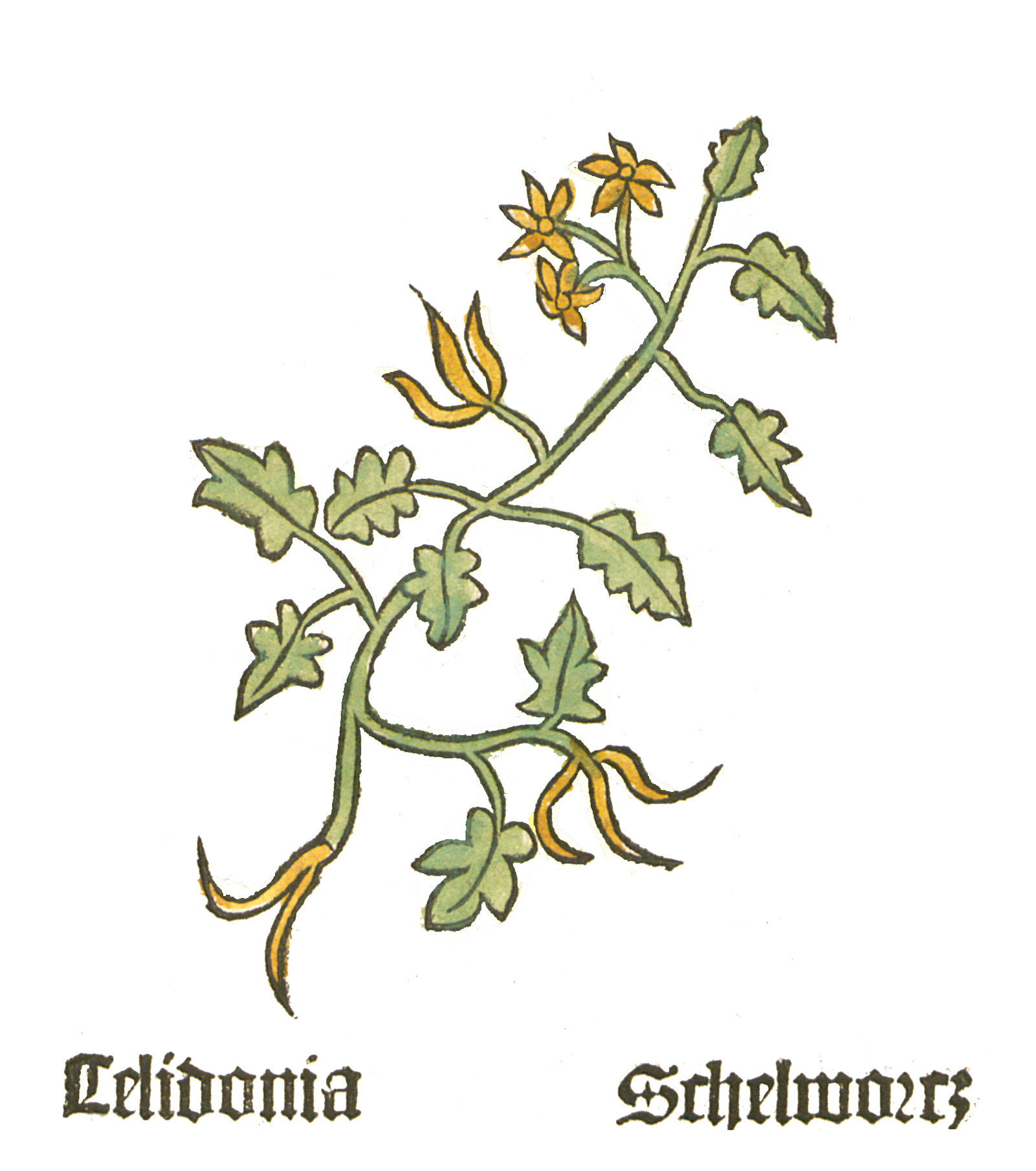
Part. I, chapter 44 Chelidonium majus
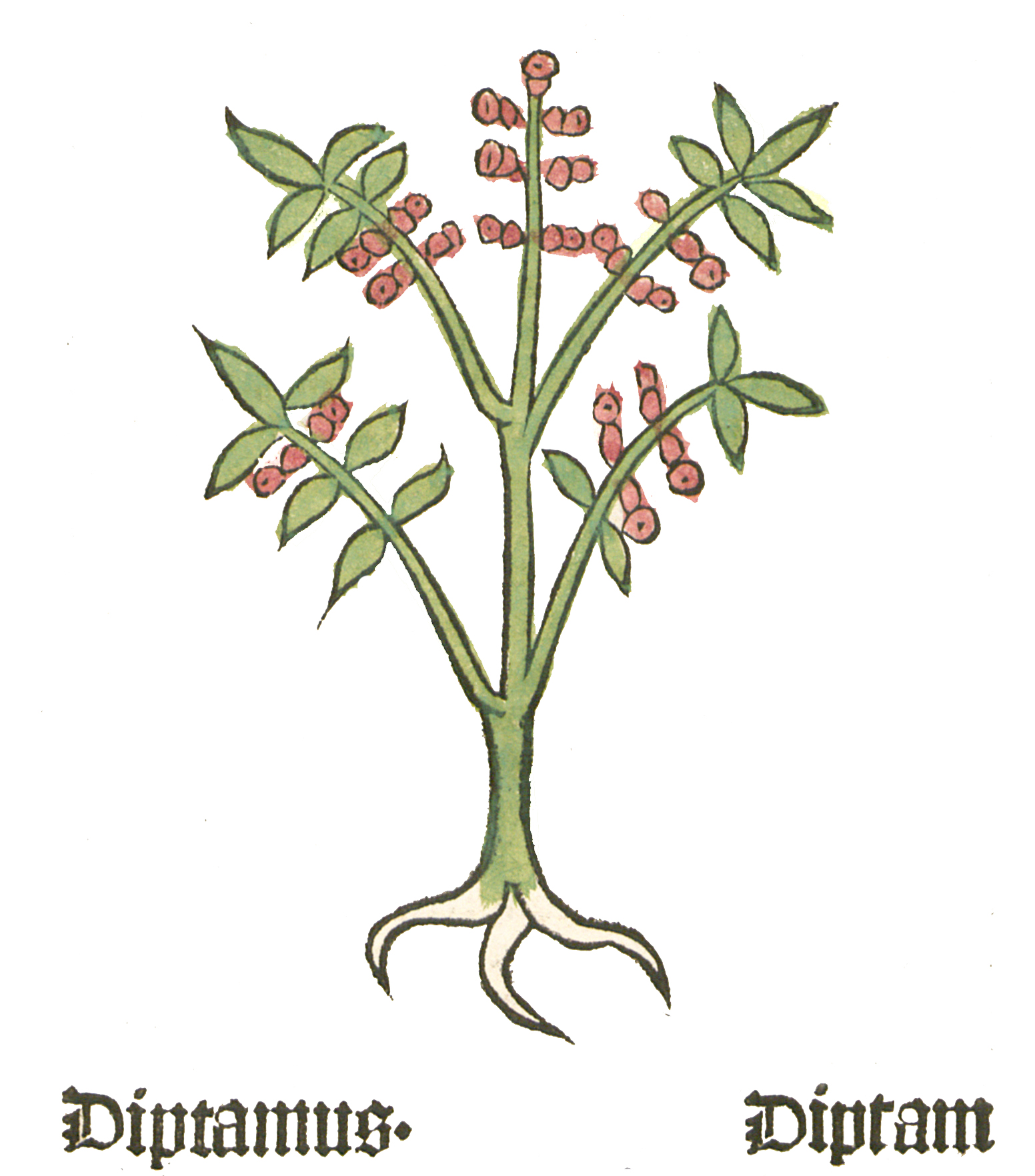
Part. I, chap. 50 Dictamnus albus
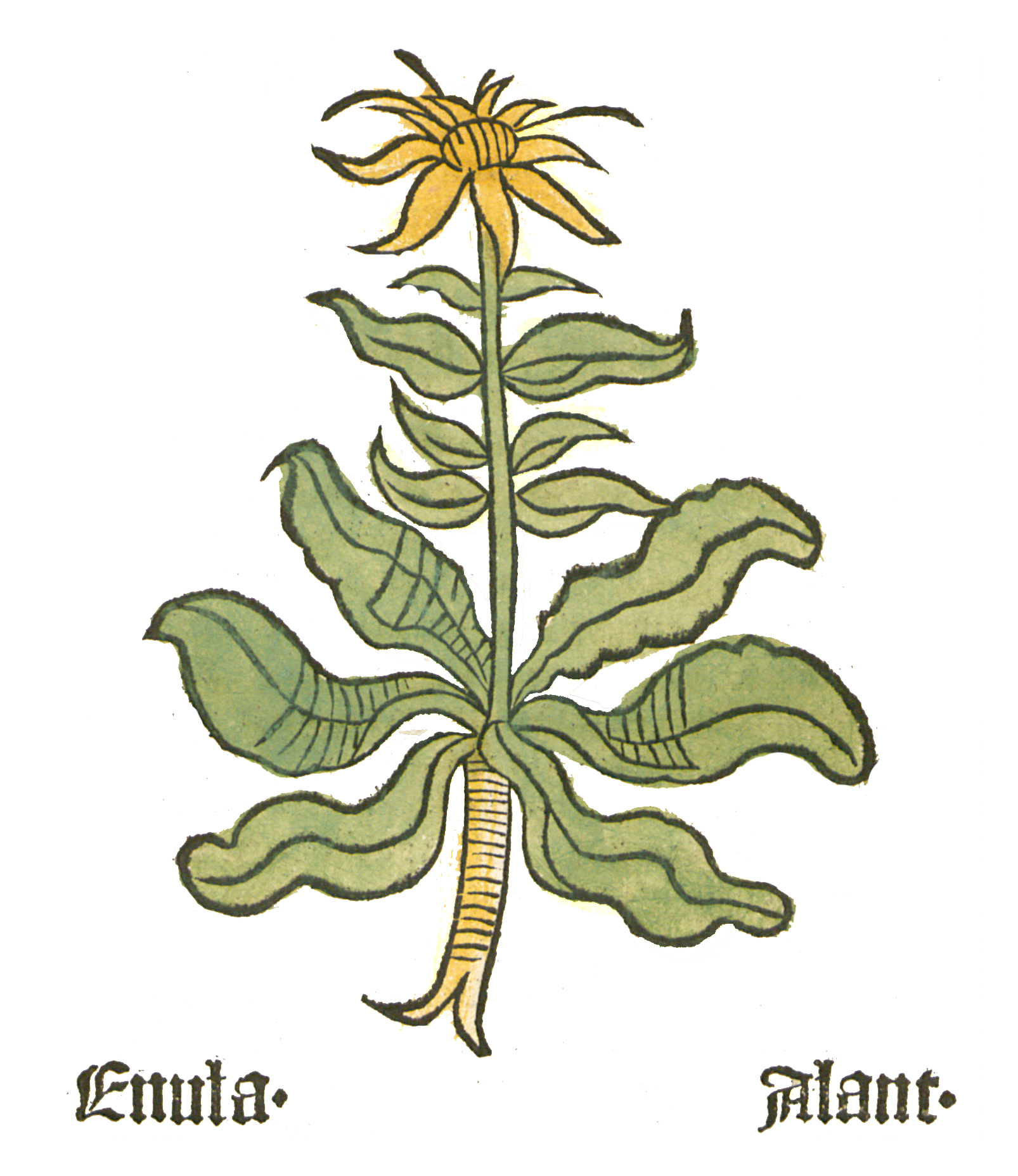
Part. I, chap. 54..... Inula helenium
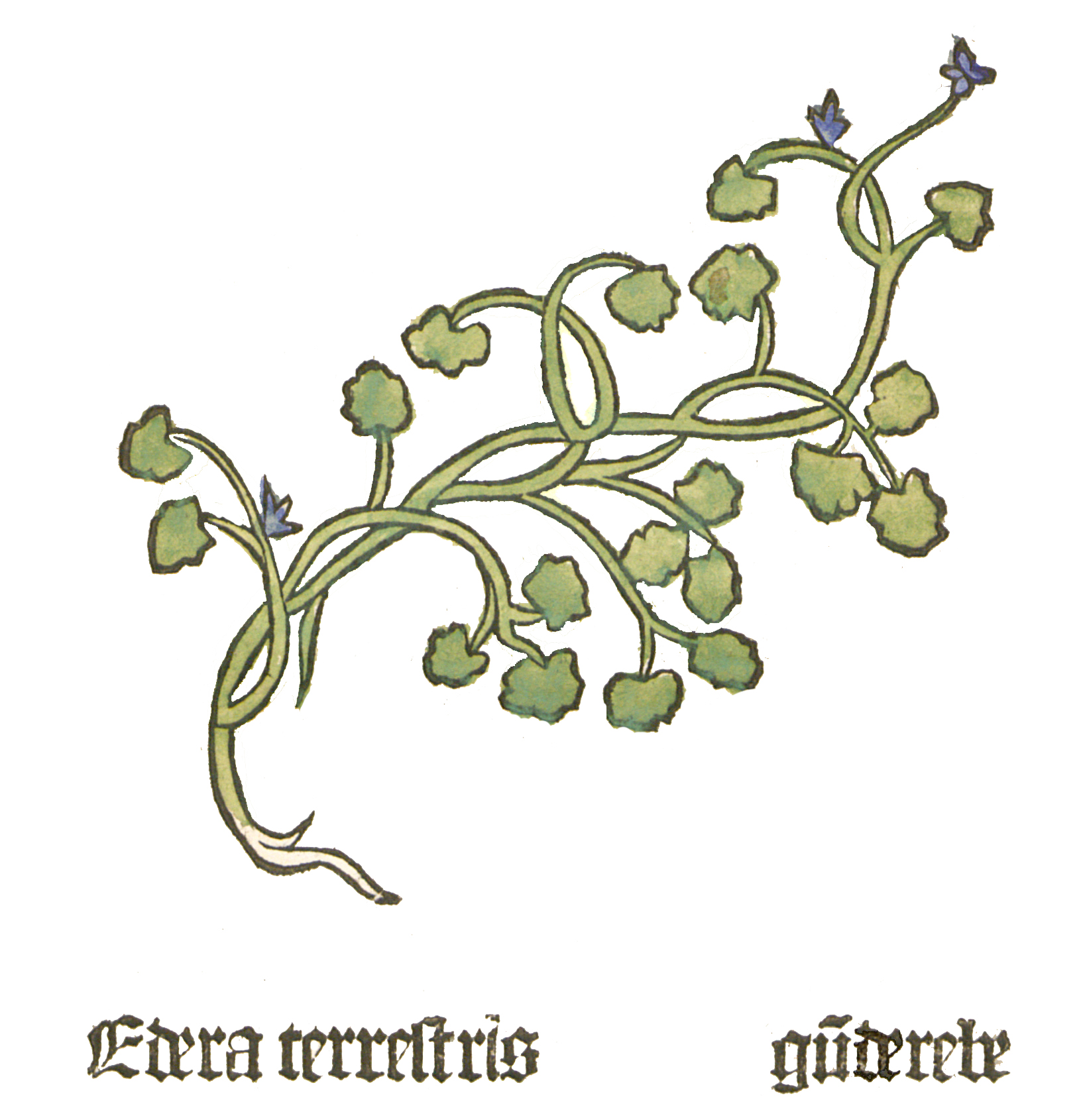
Part. I, chap. 59 Glechoma hederacea
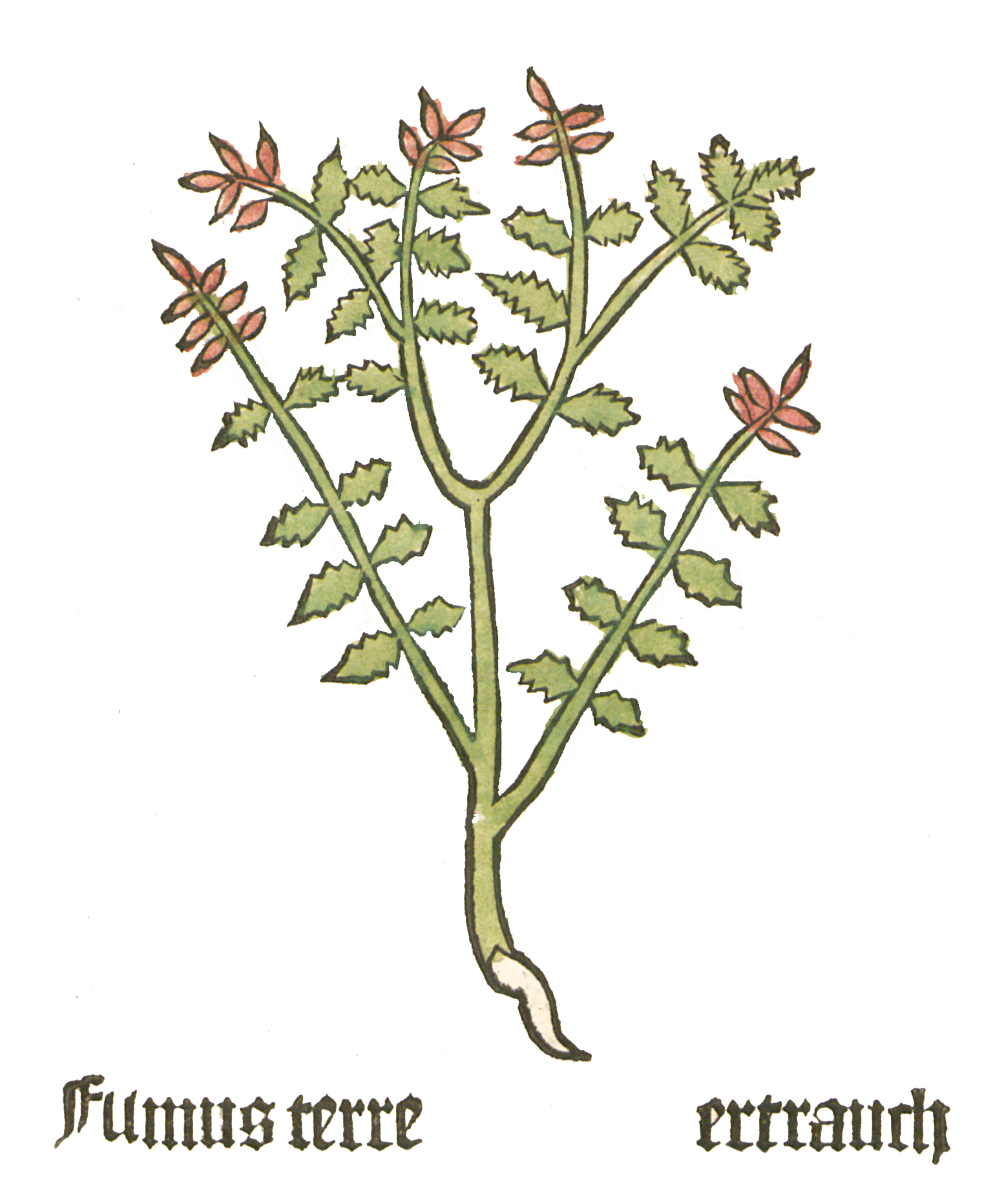
Part I, chap. 61 Fumaria officinalis
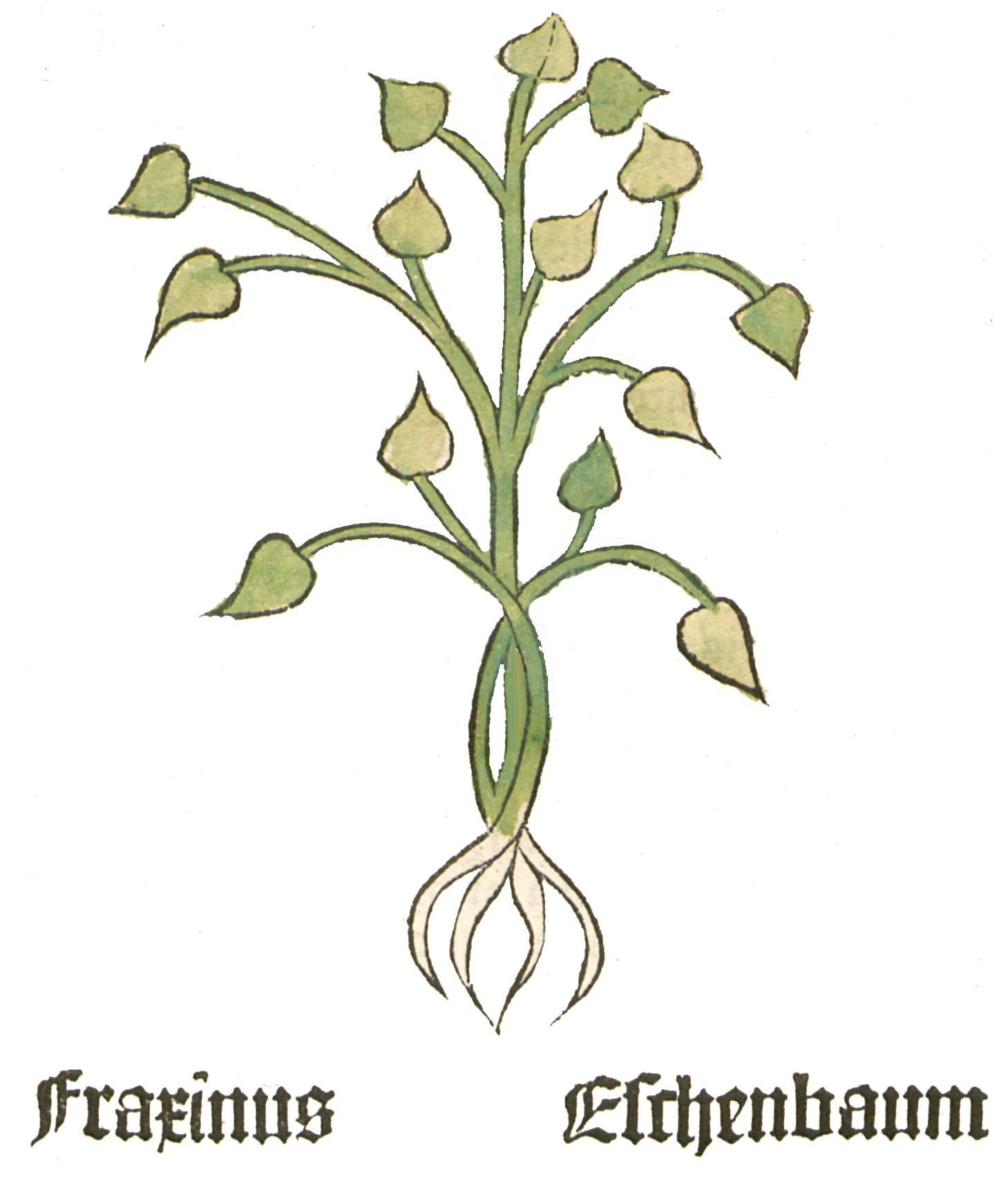
Part. I, chap. 64 Fraxinus
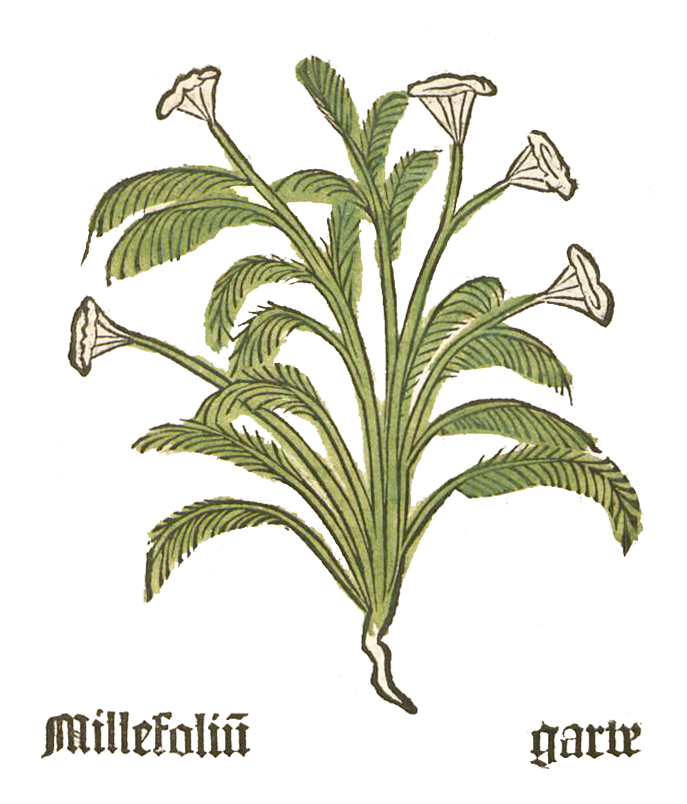
Part. I, chap. 85... Achillea millefolium
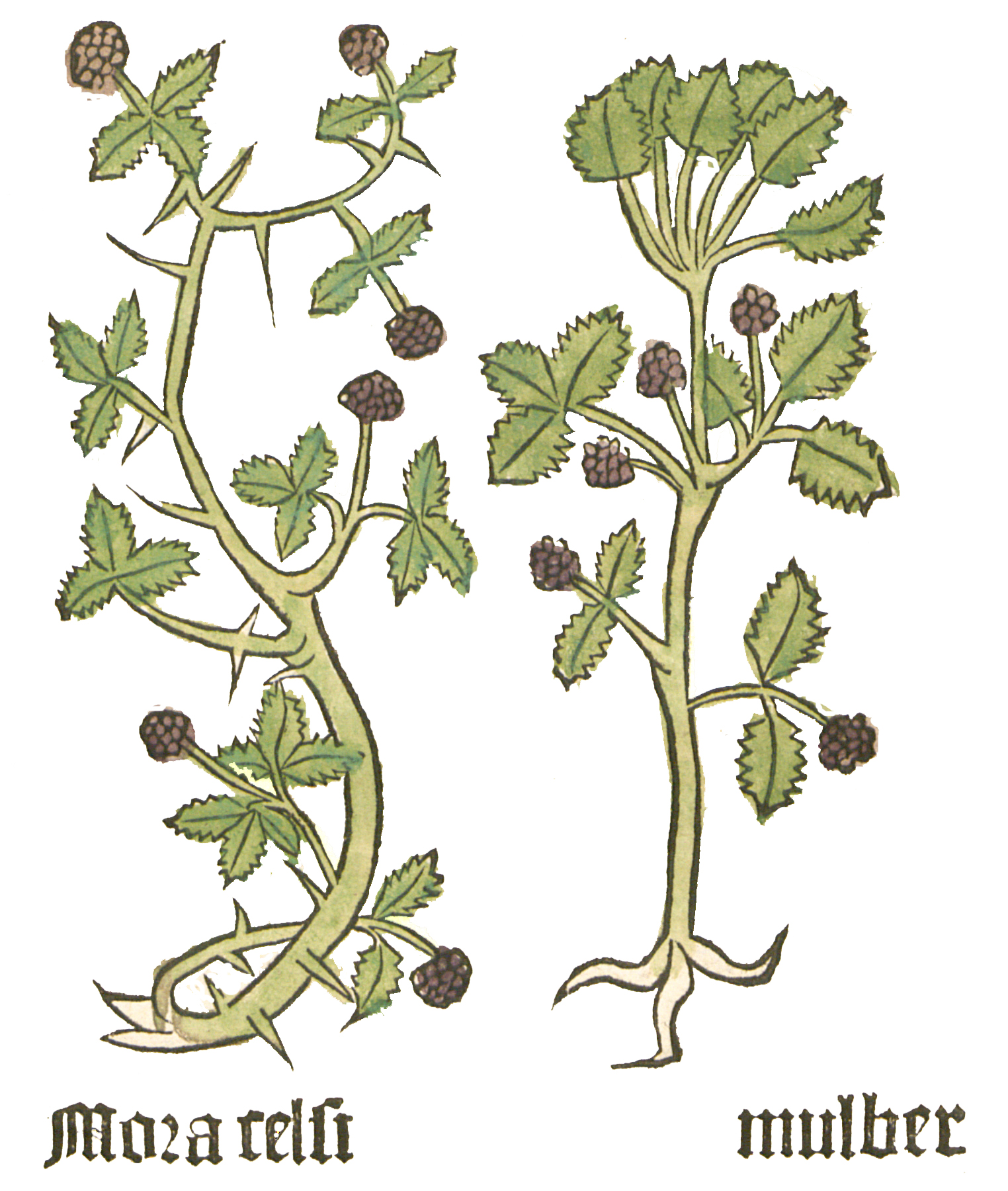
Part. I, chap. 92... Morus
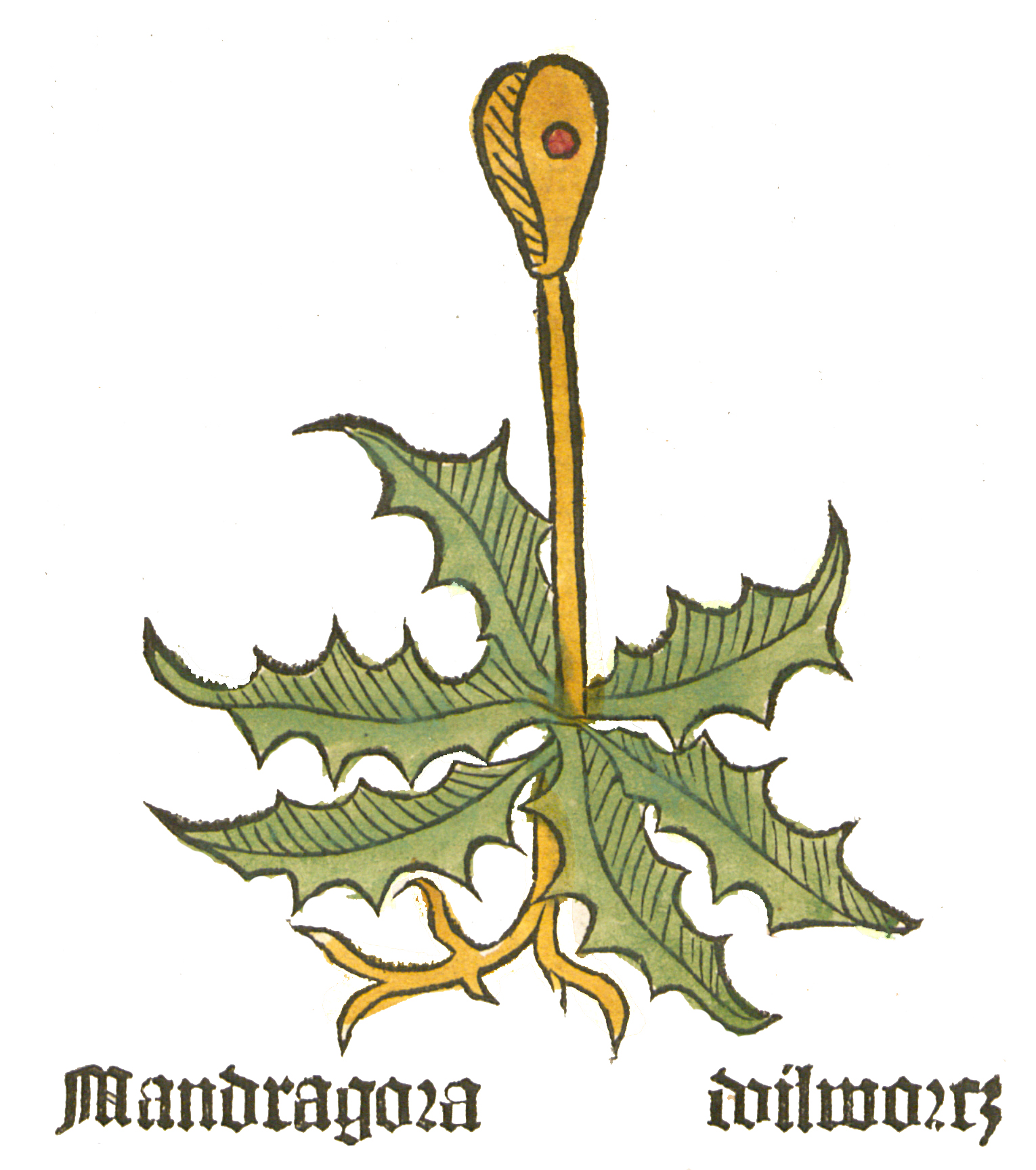
Part. I, chap. 94 Mandragora officinarum
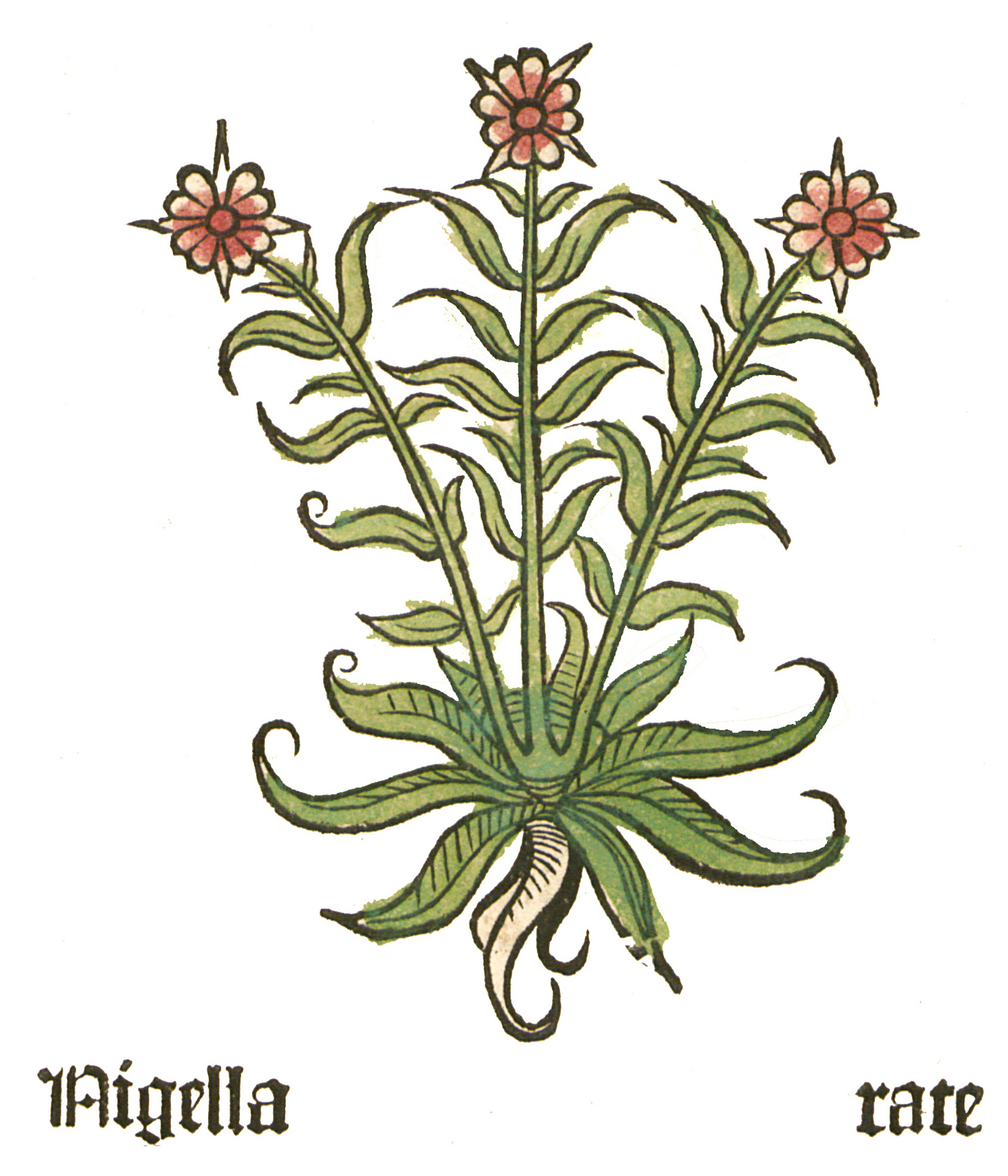
Part. I, chap. 97 Agrostemma githago
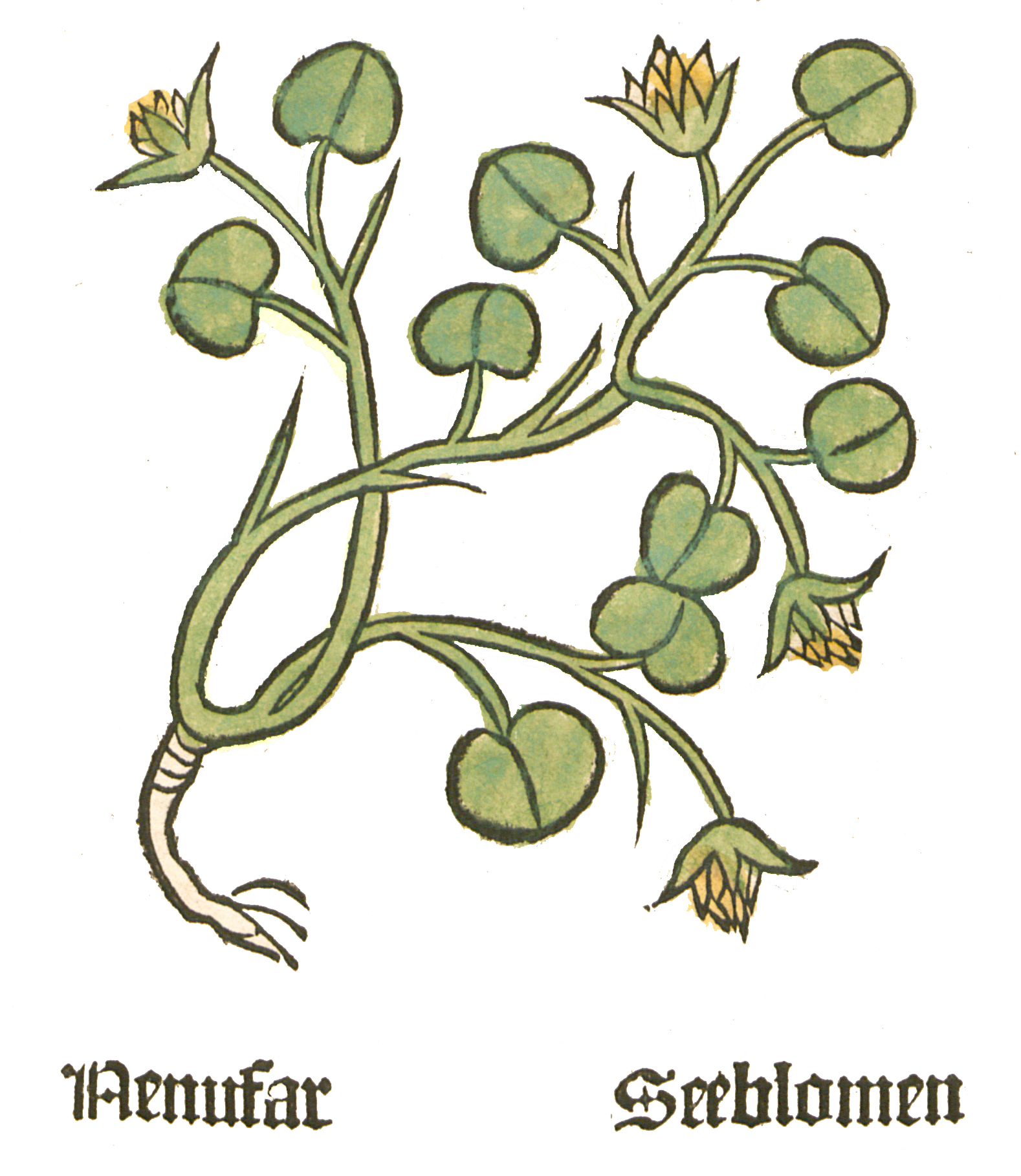
Part. I, chap. 98... Nuphar lutea
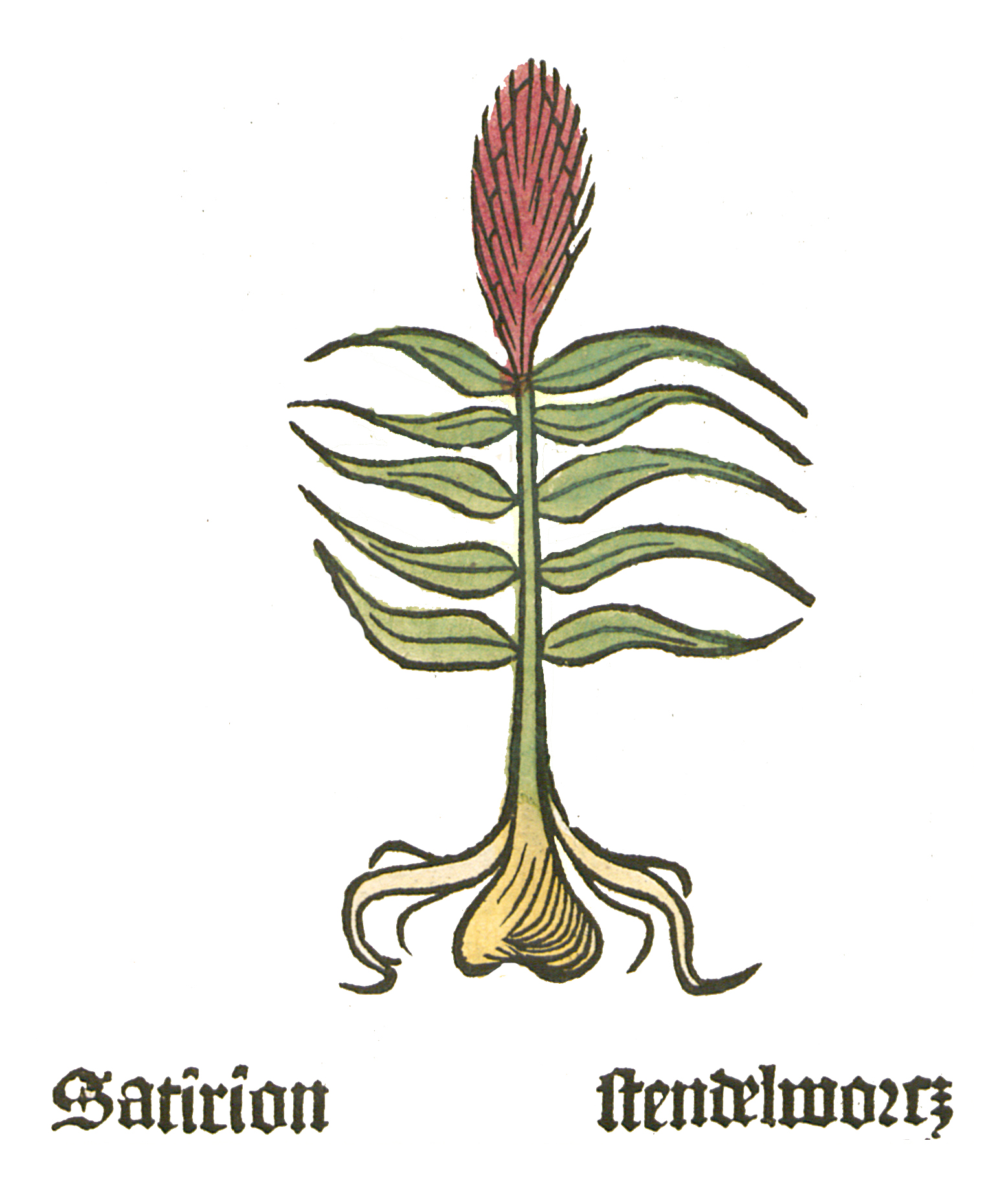
Part. I, chap. 128 Orchis
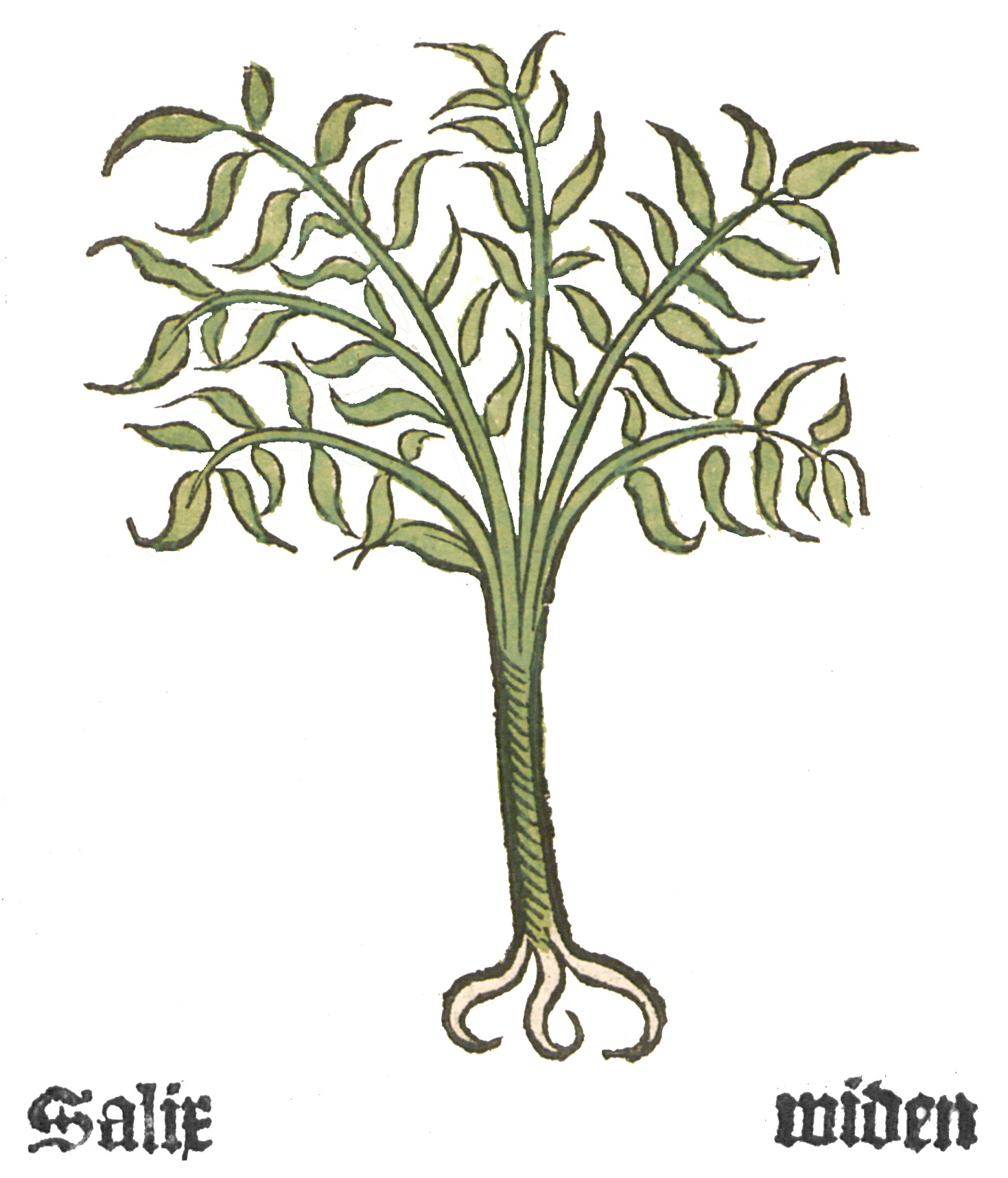
Part. I, chap. 136... Salix

## Éditions et traductions
- Mayence, Peter Schöffer, 1484[11]
- Spire, anonyme, 1484.
- Louvain, Johann Veldener, Herbarius in Dyetsche, 1484.
- Louvain, Johann Veldener 1485-86[12]
- Leipzig,  Markus Brand 1484[13].
- Passau, anonyme, 1486[14]
- Passau, anonyme, 1486 (nouvelle édition)[15].
- Paris, anonyme, 1486.
- Vicence, Achates et Gul. Papia 1491[16].
- Venise, Bevilaqua (Simon Papia), 1499[17].
- Venise, Francesco Bindoni et Maffeo Pasini, Herbolario volgare, 1536[18].